# Żółwiniec (województwo warmińsko-mazurskie)
Żółwiniec – wieś w Polsce położona w województwie warmińsko-mazurskim, w powiecie elbląskim, w gminie Markusy, na obszarze Żuław Elbląskich.
Według danych Instytutu Geodezji i Kartografii – Żółwiniec jest najniżej położoną miejscowością w Polsce tj. 1,3 m p.p.m.
Ok. 1,5 km na wschód od wsi do jeziora Druzno uchodzi rzeka Dzierzgoń.
W latach 1975–1998 miejscowość należała administracyjnie do województwa elbląskiego.